# Paranyctimene
Paranyctimene é um gênero de morcegos da família Pteropodidae.

## Espécies
- Paranyctimene raptor Tate, 1942
- Paranyctimene tenax (Bergmans, 2001)